# Chrysiptera niger
Chrysiptera niger là một loài cá biển thuộc chi Chrysiptera trong họ Cá thia. Loài này được mô tả lần đầu tiên vào năm 1975.

## Từ nguyên
Tính từ định danh niger trong tiếng Latinh có nghĩa là "đen", hàm ý đề cập đến màu sắc cơ thể đặc trưng của loài cá này.

## Phạm vi phân bố và môi trường sống
C. niger được tìm thấy ở ngoài khơi phía đông nam đảo New Guinea và tại quần đảo D'Entrecasteaux (Papua New Guinea). Chúng sống ở các rạn viền bờ, tập trung ở những khu vực có nhiều sóng, độ sâu đến ít nhất là 2 m.

## Mô tả
Chiều dài lớn nhất được ghi nhận ở C. niger là 7 cm. Cơ thể màu xanh đen, lốm đốm các vệt chấm màu xanh ánh kim trên đầu và thân. Đốm đen lớn ở gốc vây ngực; vây ngực trong suốt. Vây bụng, vây lưng và vây hậu môn có viền xanh sáng. Vây đuôi trong mờ.
Số gai ở vây lưng: 13; Số tia vây ở vây lưng: 12–13; Số gai ở vây hậu môn: 2; Số tia vây ở vây hậu môn: 13; Số gai ở vây bụng: 1; Số tia vây ở vây bụng: 5.

## Sinh thái học
Thức ăn của C. niger chủ yếu là tảo. Cá đực có tập tính bảo vệ và chăm sóc trứng; trứng có độ dính và bám chặt vào nền tổ.